# Chiesa di Santa Maria a Soffiano
La chiesa di Santa Maria a Soffiano è un luogo di culto cattolico che si trova a Firenze nel quartiere di Soffiano.

## Storia e descrizione
Edificata in forme romaniche ad una navata con abside e tetto a capriate, fu rettoria del castello dei Lambardi (o Cattani di Soffiano) fino al XIV secolo; passò poi ad altre famiglie fiorentine, fra le quali i Petriboni, gli Strozzi e gli Albizzi. Restaurata nel 1672 per volontà del rettore Romolo Cerbi, subì ulteriori trasformazioni nell'Ottocento, quando il campanile a vela fu sostituito dalla torre dell'antico fortilizio.
Nell'occasione furono recuperati affreschi tre-quattrocenteschi con Storie del Battista che ornavano l'interno della chiesa, oggi restaurati. Posta in collina e lontana dai nuovi insediamenti edilizi della zona pianeggiante, è stata sostituita come chiesa parrocchiale da quella di San Paolo.